# Danh sách những kênh được đăng ký nhiều nhất YouTube
Bài viết này liệt kê 50 kênh được đăng ký nhiều nhất trên nền tảng video YouTube. Khả năng "đăng ký" vào kênh của người dùng đã được thêm vào YouTube vào cuối tháng 10 năm 2005 và danh sách "được đăng ký nhiều nhất" trên YouTube bắt đầu bằng một bảng xếp hạng vào tháng 5 năm 2006, khi đó Smosh đứng số một với ít hơn ba nghìn người đăng ký. Vào ngày 22 tháng 12 năm 2013, người dùng PewDiePie đã trở thành kênh số một YouTube về số lượt đăng ký và tiếp tục giữ vị trí này trong vòng 6 năm, tới tháng 4 năm 2019, khi số lượt đăng ký của kênh T-Series đã vượt qua PewDiePie, tới tháng 6 năm 2024, số lượt đăng ký của MrBeast đã vượt qua T-Series (công ty).
Kênh YouTube được đăng ký nhiều nhất hiện nay là MrBeast, có tới hơn 421 triệu người đăng ký tính đến ngày 11 tháng 8 năm 2025 và tăng trung bình khoảng 260.000 người đăng ký mỗi ngày. 

## Kênh hàng đầu
Bảng xếp hạng dưới đây liệt kê 50 kênh được đăng ký nhiều nhất trên YouTube với tổng số được làm tròn xuống đến gần một trăm nghìn người đăng ký gần nhất, cũng như mạng lưới, ngôn ngữ chính và danh mục nội dung của từng kênh. Các kênh được sắp xếp theo số lượng tài khoản đăng ký, những kênh có số lượng người đăng ký được hiển thị là giống hệt nhau được liệt kê theo thứ tự abc. Các kênh được đánh dấu là "Tự động tạo bởi YouTube" (chẳng hạn như Âm nhạc, Gaming, Thể thao và Điện ảnh) và các kênh đã bị lỗi thời do việc chuyển đổi nội dung của họ (chẳng hạn như JustinBieberVEVO và RihannaVEVO) đều không được liệt kê. Tính đến tháng 7 năm 2025, 32 trong số 100 kênh hàng đầu được liệt kê chủ yếu sản xuất nội dung bằng tiếng Anh trong khi 29 kênh chủ yếu sản xuất nội dung bằng tiếng Hindi. Cả 100 kênh đều đã vượt qua 47 triệu người đăng ký. Tất cả 50 kênh hàng đầu đều đã vượt qua 62 triệu người đăng ký. 14 kênh đã vượt qua 100 triệu người đăng ký và chỉ có 2 kênh có hơn 200 triệu người đăng ký: MrBeast và T-Series. MrBeast là kênh duy nhất có hơn 300 và 400 triệu người đăng ký.
| Hạng                              | Kênh                                        | Kênh thương hiệu | Lượt đăng kí (triệu) | Ngôn ngữ chính              | Thể loại     | Quốc gia                             |
| --------------------------------- | ------------------------------------------- | ---------------- | -------------------- | --------------------------- | ------------ | ------------------------------------ |
| 1                                 | MrBeast                                     | [ 5 ]            | 421,9                | Tiếng Anh                   | Giải trí     | Hoa Kỳ                               |
| 2                                 | T-Series                                    | Yes              | 301,0                | Tiếng Hindi                 | Âm nhạc      | Ấn Độ                                |
| 3                                 | Cocomelon - Nursery Rhymes                  | Yes              | 196,3                | Tiếng Anh                   | Giáo dục     | Hoa Kỳ                               |
| 4                                 | SET India                                   | Yes              | 185,7                | Tiếng Hindi                 | Giải trí     | Ấn Độ                                |
| 5                                 | Vlad and Niki                               | —                | 143,7                | Tiếng Anh                   | Giải trí     | Nga/ Hoa Kỳ                          |
| 6                                 | Kids Diana Show                             | Yes              | 136,1                | Tiếng Anh                   | Giải trí     | Ukraine/ Hoa Kỳ                      |
| 7                                 | Stokes Twins                                | Yes              | 129,8                | Tiếng Anh                   | Giải trí     | Hoa Kỳ                               |
| 8                                 | Like Nastya                                 | —                | 129,8                | Tiếng Anh                   | Giải trí     | Nga/ Hoa Kỳ                          |
| 9                                 | Zee Music Company                           | Yes              | 119,8                | Tiếng Hindi                 | Âm nhạc      | Ấn Độ                                |
| 10                                | 김프로KIMPRO                                | Yes              | 116,2                | Tiếng Hàn                   | Blogger      | Hàn Quốc                             |
| 11                                | PewDiePie                                   | —                | 110,8                | Tiếng Anh                   | Giải trí     | Thụy Điển/ Nhật Bản                  |
| 12                                | WWE                                         | Yes              | 110,3                | Tiếng Anh                   | Thể thao     | Hoa Kỳ                               |
| 13                                | Goldmines                                   | Yes              | 106,6                | Tiếng Hindi                 | Phim         | Ấn Độ                                |
| 14                                | Sony SAB                                    | Yes              | 103,1                | Tiếng Hindi                 | Giải trí     | Ấn Độ                                |
| 15                                | Blackpink                                   | —                | 98,4                 | Tiếng Hàn                   | Âm nhạc      | Hàn Quốc                             |
| 16                                | ChuChu TV Nursery Rhymes & Kids Songs       | Yes              | 97,2                 | Tiếng Hindi                 | Giáo dục     | Ấn Độ                                |
| 17                                | Alan's Universe                             | Yes              | 95,8                 | Tiếng Anh                   | Giải trí     | Hoa Kỳ                               |
| 18                                | Zee TV                                      | Yes              | 93,3                 | Tiếng Hindi                 | Giải trí     | Ấn Độ                                |
| 19                                | A4                                          | Yes              | 88,2                 | Tiếng Nga                   | Giải trí     | Belarus                              |
| 20                                | Alejo Igoa                                  | Yes              | 86,1                 | Tiếng Tây Ban Nha           | Giải trí     | Argentina                            |
| 21                                | Baby Shark - Pinkfong Kids' Songs & Stories | Yes              | 82,7                 | Tiếng Anh                   | Giáo dục     | Hàn Quốc                             |
| 22                                | BANGTANTV                                   | —                | 81,2                 | Tiếng Hàn                   | Âm nhạc      | Hàn Quốc                             |
| 23                                | 5-Minute Crafts                             | Yes              | 81,0                 | Tiếng Anh                   | How-to       | Síp                                  |
| 24                                | Colors TV                                   | Yes              | 80,8                 | Tiếng Hindi                 | Giải trí     | Ấn Độ                                |
| 25                                | ZamZam Electronics Trading                  | —                | 79,4                 | Tiếng Anh                   | Giải trí     | Các Tiểu vương quốc Ả Rập Thống nhất |
| 26                                | Toys and Colors                             | —                | 78,2                 | Tiếng Anh                   | Giải trí     | Hoa Kỳ                               |
| 27                                | HYBE LABELS                                 | Yes              | 78,2                 | Tiếng Hàn                   | Âm nhạc      | Hàn Quốc                             |
| 28                                | T-Series Bhakti Sagar                       | Yes              | 78,1                 | Tiếng Hindi                 | Âm nhạc      | Ấn Độ                                |
| 29                                | Tips Official                               | Yes              | 77,7                 | Tiếng Hindi                 | Giải trí     | Ấn Độ                                |
| 30                                | UR · Cristiano                              | —                | 76,4                 | Tiếng Bồ Đào Nha, Tiếng Anh | Giải trí     | Bồ Đào Nha                           |
| 31                                | Justin Bieber                               | —                | 76,0                 | Tiếng Anh                   | Âm nhạc      | Canada                               |
| 32                                | KL BRO Biju Rithvik                         | Yes              | 75,8                 | Tiếng Hindi                 | Giải trí     | Ấn Độ                                |
| 33                                | Topper Guild                                | —                | 73,9                 | Tiếng Anh                   | Giải trí     | United States                        |
| 34                                | Aaj Tak                                     | Yes              | 73,2                 | Tiếng Hindi                 | Kênh tin tức | Ấn Độ                                |
| 35                                | Shemaroo Filmi Gaane                        | Yes              | 72,9                 | Tiếng Hindi                 | Âm nhạc      | Ấn Độ                                |
| 36                                | Infobells - Hindi                           | Yes              | 70,7                 | Tiếng Hindi                 | Giáo dục     | Ấn Độ                                |
| 37                                | Mark Rober                                  | Yes              | 70,3                 | Tiếng Anh                   | Khoa học     | Hoa Kỳ                               |
| 38                                | El Reino Infantil                           | Yes              | 69,8                 | Tiếng Tây Ban Nha           | Âm nhạc      | Argentina                            |
| 39                                | HAR PAL GEO                                 | Yes              | 69,4                 | Tiếng Urdu                  | Giải trí     | Pakistan                             |
| 40                                | Fede Vigevani                               | —                | 69,1                 | Tiếng Tây Ban Nha           | Giải trí     | Mexico                               |
| 41                                | YRF                                         | —                | 67,9                 | Tiếng Hindi                 | Âm nhạc      | Ấn Độ                                |
| 42                                | Canal KondZilla                             | Yes              | 67,8                 | Tiếng Bồ Đào Nha            | Âm nhạc      | Brasil                               |
| 43                                | Sony Music India                            | Yes              | 67,2                 | Tiếng Hindi                 | Âm nhạc      | Ấn Độ                                |
| 44                                | Wave Music                                  | —                | 66,6                 | Tiếng Bhojpur               | Âm nhạc      | Ấn Độ                                |
| 45                                | EminemMusic                                 | —                | 65,5                 | Tiếng Anh                   | Âm nhạc      | Hoa Kỳ                               |
| 46                                | ISSEI / いっせい                            | —                | 65,0                 | Tiếng Nhật                  | Giải trí     | Nhật Bản                             |
| 47                                | ARY Digital HD                              | —                | 64,7                 | Tiếng Hindi                 | Giải trí     | Pakistan                             |
| 48                                | Movieclips                                  | Yes              | 64,7                 | Tiếng Anh                   | Phim         | Hoa Kỳ                               |
| 49                                | YOLO AVENTURAS                              | Yes              | 64,3                 | Tiếng Tây Ban Nha           | Giải trí     | Colombia                             |
| 50                                | Anaya Kandhal                               | Yes              | 63,3                 | Tiếng Hindi                 | Giải trí     | Ấn Độ                                |
| Tính đến ngày 13 tháng 8 năm 2025 |                                             |                  |                      |                             |              |                                      |

### Theo quốc gia và vùng lãnh thổ
Bảng sau đây liệt kê các kênh YouTube được đăng ký nhiều nhất ở mỗi quốc gia và lãnh thổ, 1 kênh với ít nhất 5 triệu người đăng ký, theo thống kê truyền thông xã hội DBase.
| Quốc gia và lãnh thổ    | Kênh                        | Lượt đăng ký (triệu) |
| ----------------------- | --------------------------- | -------------------- |
| Argentina               | DrossRotzank                | 23.2                 |
| Úc                      | Wengie                      | 13.5                 |
| Áo                      | Red Bull                    | 14.1                 |
| Brasil                  | Canal KondZilla             | 66.8                 |
| Canada                  | Justin Bieber               | 72.5                 |
| Chile                   | HolaSoyGerman.              | 43.6                 |
| Colombia                | toycantando                 | 28.6                 |
| Ai Cập                  | MBC مصر                     | 12.3                 |
| El Salvador             | Fernanfloo                  | 46.9                 |
| Pháp                    | David Guetta                | 26.2                 |
| Đức                     | freekickerz                 | 8.6                  |
| Ấn Độ                   | T-Series                    | 298                  |
| Indonesia               | Jess No Limit               | 45.1                 |
| Iraq                    | الرماس ميوزك                | 17.6                 |
| Ireland                 | jacksepticeye               | 30.6                 |
| Ý                       | Davie504                    | 13.3                 |
| Nhật Bản                | Junya.じゅんや              | 33.5                 |
| Jordan                  | toyorbabytv                 | 24.3                 |
| Latvia                  | TrapMusicHDTV               | 11.1                 |
| México                  | Badabun                     | 47.2                 |
| Maroc                   | Saad Lamjarred \| سعد لمجرد | 15.1                 |
| Hà Lan                  | Trap City                   | 14                   |
| New Zealand             | Rainbow Learning            | 5                    |
| Na Uy                   | Alan Walker                 | 44.8                 |
| Pakistan                | ARY Digital                 | 50.4                 |
| Philippines             | ABS-CBN Entertainment       | 46.6                 |
| Puerto Rico             | Ozuna                       | 36.6                 |
| România                 | Cat Music                   | 7.4                  |
| Nga                     | Get Movies                  | 49.3                 |
| Ả Rập Xê Út             | Rotana                      | 23                   |
| Hàn Quốc                | Blackpink                   | 92.8                 |
| Tây Ban Nha             | elrubiusOMG                 | 40.3                 |
| Thụy Sĩ                 | FIFATV                      | 20.3                 |
| Thái Lan                | WorkpointOfficial           | 40.2                 |
| Thổ Nhĩ Kỳ              | netd müzik                  | 24.9                 |
| Ukraina                 | SlivkiShow                  | 20.7                 |
| UAE                     | Noor Stars                  | 20.6                 |
| Việt Nam                | BEN EAGLE                   | 44                   |
| Anh Quốc                | Ed Sheeran                  | 54.1                 |
| Thụy Điển               | PewDiePie                   | 110                  |
| Hoa Kỳ                  | MrBeast                     | 412                  |
| Venezuela               | LA DIVAZA                   | 10.4                 |
| Đài Loan                | 奇軒Tricking                | 9.4                  |
| Iceland                 | KSHITIJ DHOLAKIA            | 5.4                  |
| Tính đến ngày 10/7/2025 |                             |                      |

## Các kênh được đăng ký nhiều nhất trong lịch sử
Bảng xếp hạng dưới đây liệt kê 20 kênh cuối cùng trở thành kênh được đăng ký nhiều nhất của YouTube được ghi nhận từ tháng 5 năm 2006. Bảng xếp hạng chỉ bao gồm các kênh hoạt động ít nhất 24 giờ.
| Tên kênh                     | Ngày đạt được        | Số ngày nắm giữ | Tham khảo                   |
| ---------------------------- | -------------------- | --------------- | --------------------------- |
| Smosh                        | 9 tháng 5 năm 2006   | 34              | [ 52 ] [ 53 ]               |
| Judson Laipply               | 12 tháng 6 năm 2006  | 21              | [ 54 ] [ 55 ] [ 56 ]        |
| Brookers                     | 3 tháng 7 năm 2006   | 43              | [ 57 ] [ 58 ] [ 59 ]        |
| geriatric1927                | 15 tháng 8 năm 2006  | 28              | [ 60 ] [ 61 ]               |
| lonelygirl15                 | 12 tháng 9 năm 2006  | 226             | [ 62 ] [ 63 ] [ 64 ] [ 65 ] |
| Smosh                        | 26 tháng 4 năm 2007  | 517             | [ 53 ] [ 66 ]               |
| nigahiga                     | 24 tháng 9 năm 2008  | 12              | [ 67 ] [ 68 ]               |
| Fяᴇᴅ                         | 6 tháng 10 năm 2008  | 318             | [ 68 ] [ 69 ]               |
| nigahiga                     | 20 tháng 8 năm 2009  | 675             | [ 67 ] [ 70 ] [ 71 ]        |
| Ray William Johnson          | 26 tháng 6 năm 2011  | 564             | [ 72 ] [ 73 ] [ 74 ]        |
| Smosh                        | 12 tháng 1 năm 2013  | 215             | [ 53 ] [ 75 ] [ 76 ]        |
| PewDiePie                    | 15 tháng 8 năm 2013  | 80              | [ 77 ] [ 78 ]               |
| YouTube Spotlight            | 2 tháng 11 năm 2013  | 36              | [ 79 ] [ 80 ]               |
| PewDiePie                    | 8 tháng 12 năm 2013  | 4               | [ 55 ] [ 77 ]               |
| YouTube Spotlight            | 12 tháng 12 năm 2013 | 11              | [ 79 ] [ 81 ] [ 82 ]        |
| PewDiePie                    | 23 tháng 12 năm 2013 | 1920            | [ 77 ] [ 83 ] [ 84 ]        |
| T-Series                     | 27 tháng 3 năm 2019  | 5               | [ 88 ] [ 90 ]               |
| PewDiePie                    | 1 tháng 4 năm 2019   | 13              | [ 89 ] [ 91 ] [ 92 ]        |
| T-Series                     | 14 tháng 4 năm 2019  | 1876            | [ 93 ] [ 94 ]               |
| MrBeast                      | 2 tháng 6 năm 2024   | 435             | [ 95 ]                      |
| Tính đến 11 tháng 8 năm 2025 |                      |                 |                             |

### Dòng thời gian
Dòng thời gian của các kênh được đăng ký nhiều nhất (5/2006–nay)

## Các cột mốc và phản ứng
| Tên kênh          | Cột mốc đã phá vỡ | Ngày đạt được             | Tham khảo       |
| ----------------- | ----------------- | ------------------------- | --------------- |
| Brookers          | 10,000            | Ngày 7 tháng 7 năm 2006   | [ 96 ]          |
| geriatric1927     | 20,000            | Ngày 18 tháng 8 năm 2006  | [ 97 ]          |
| lonelygirl15      | 50,000            | Ngày 23 tháng 10 năm 2006 | [ 98 ]          |
| Smosh             | 100,000           | Ngày 15 tháng 5 năm 2007  | [ 99 ]          |
| FRED              | 1,000,000         | Ngày 7 tháng 4 năm 2009   | [ 100 ]         |
| nigahiga          | 2,000,000         | Ngày 13 tháng 3 năm 2010  | [ 101 ]         |
| RayWilliamJohnson | 5,000,000         | Ngày 15 tháng 11 năm 2011 | [ 102 ]         |
| Smosh             | 10,000,000        | Ngày 25 tháng 5 năm 2013  | [ 103 ]         |
| PewDiePie         | 20,000,000        | Ngày 9 tháng 1 năm 2014   | [ 104 ]         |
| PewDiePie         | 50,000,000        | Ngày 8 tháng 12 năm 2016  | [ 105 ]         |
| T-Series          | 100,000,000       | Ngày 29 tháng 5 năm 2019  | [ 106 ]         |
| T-Series          | 200,000,000       | Ngày 30 tháng 11 năm 2021 | [ 107 ]         |
| MrBeast           | 300,000,000       | Ngày 10 tháng 7 năm 2024  | [ 108 ] [ 109 ] |
| MrBeast           | 400,000,000       | Ngày 1 tháng 6 năm 2025   | [ 110 ]         |

Sau lần thứ ba mà Smosh trở thành kênh đăng ký nhiều nhất, Ray William Johnson đã hợp tác với bộ đôi này. Một loạt những người YouTubers hàng đầu bao gồm Ryan Higa, Shane Dawson, Felix Kjellberg, Michael Buckley, Kassem Gharaibeh, The Fine Brothers và Johnson đã chúc mừng bộ đôi này ngay sau khi vượt qua Johnson như kênh được nhiều người đăng ký nhất.